# MI10
MI10 — аббревиатура от англ. Military Intelligence, Section 10 (Военная разведка, Секция 10), — подразделение Директората военной разведки Великобритании, первоначально созданное для анализа вооружений и техники во время Второй мировой войны.
Впоследствии было присоединено к Центру правительственной связи (GCHQ).